# Montefino
Montefino är en ort och kommun i provinsen Teramo i regionen Abruzzo i Italien. Kommunen hade 987 invånare (2018).